# 国民中心連合
国民中心連合は、2010年3月から2011年10月までの韓国において存在した政党。自由先進党（先進党）元代表で同党を2009年8月に離党した沈大平（元忠清南道知事）が結成した。略称は「国民連」。

## 沿革
2007年12月の大統領選挙に出馬した李会昌と国民中心党代表であった沈大平によって2008年2月に結成された先進党において総裁（党首）に李会昌が、代表には沈大平がそれぞれ就任した。しかし李会昌総裁の党運営に反発した沈大平代表は、先進党発足から1年余り後の2009年8月30日に離党を表明し、2010年3月25日に国民中心連合を結成した。
結成から2ヶ月足らずで行われた第5回全国同時地方選挙では基礎自治団体長1名、基礎議会議員2名を当選させるに留まった。2011年5月、先進党の李会昌代表が党代表の職を退き、国民連との党合併に乗り出す意志を示したことを受け、統合に向けた動きを本格化させ、8月31日に先進党と国民連が9月末までに統合を行うことで合意した。統合後の党名は「自由先進党」で沈大平国民連代表が新党の代表を務めることとなる。そして10月10日、統合政党としての「自由先進党」が発足したことで、国民連は1年余りの歴史にピリオドを打った。